# Rajd na Autyzm

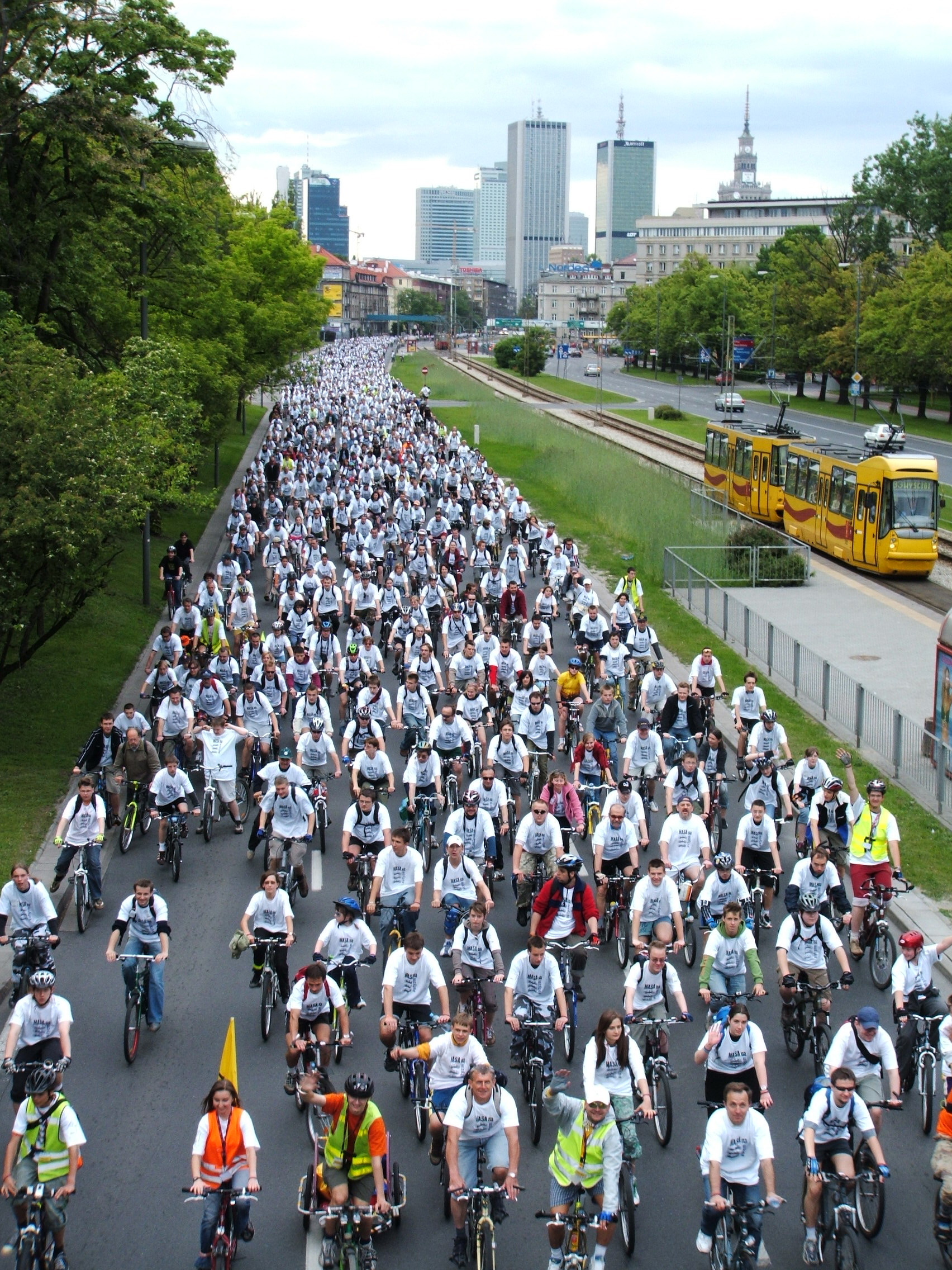
Masa w al. Niepodległości (2006)

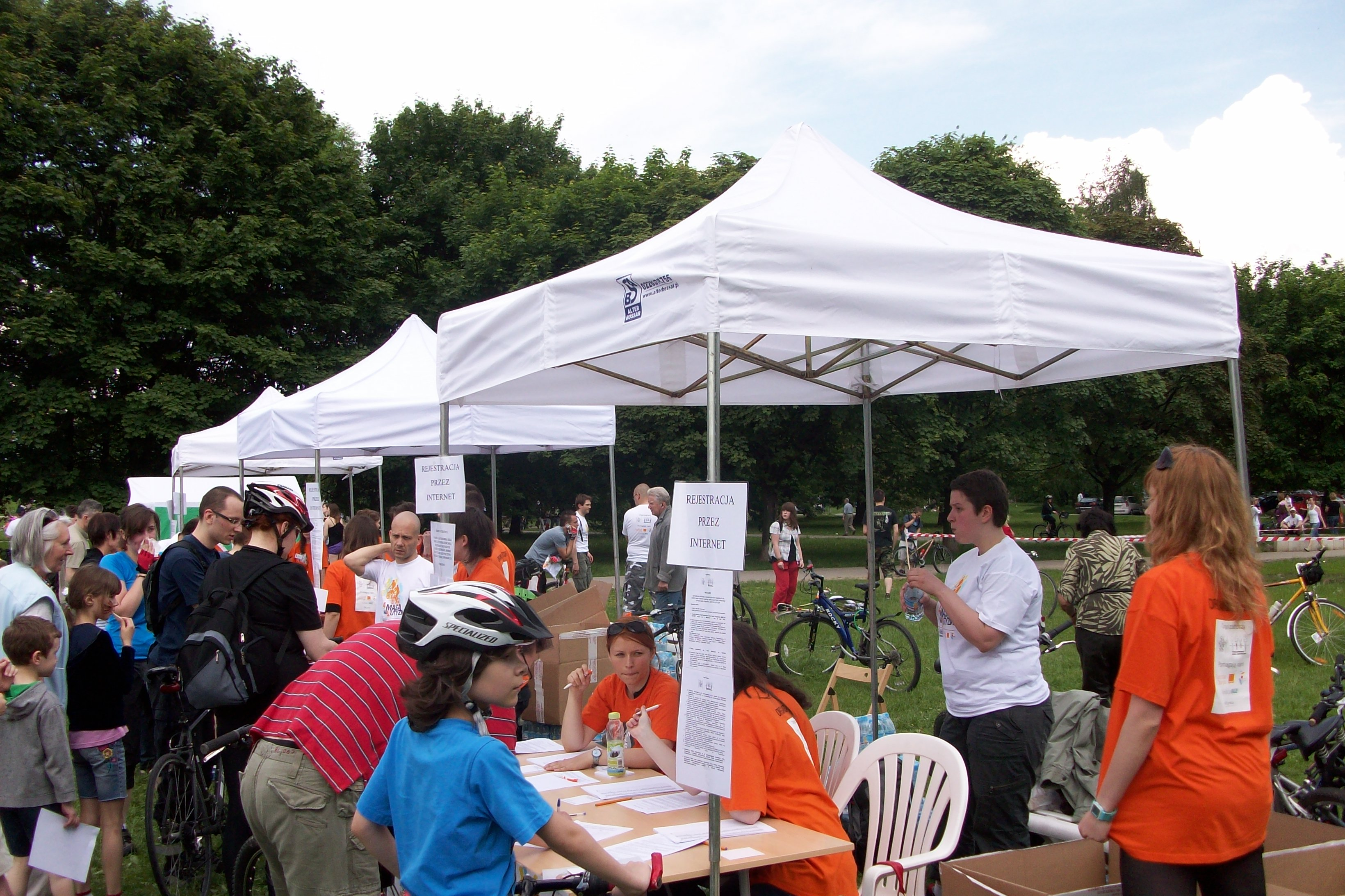
Punkt rejestracji na Polu Mokotowskim (2010)

Rajd na Autyzm (Społeczny Rajd Rowerowy na rzecz Osób z Autyzmem, do 2011 Masa na Autyzm) – organizowany od 2006 roku przejazd rowerzystów i rolkarzy ulicami Warszawy, którego celem jest pomoc osobom z autyzmem oraz promocja wiedzy na ich temat. Inicjatywa powstała przy współudziale Warszawskiej Masy Krytycznej oraz Fundacji Synapsis.

## Opis
W rajdzie uczestniczyć mogą zarówno rowerzyści, jak i rolkarze. Za każdy przejechany przez daną osobę kilometr fundacja Synapsis, działająca na rzecz osób z Autyzmem, uzyskuje środki od sponsorów. Ponadto wśród uczestników rajdu rozprowadzane są pamiątkowe koszulki i gadżety oraz materiały informacyjne na temat autyzmu. Trasa przebiega głównymi ulicami Warszawy, jej długość to ok. 10 km. Rozpoczyna i kończy się na Polu Mokotowskim.
|  |

## Dotychczasowe rajdy

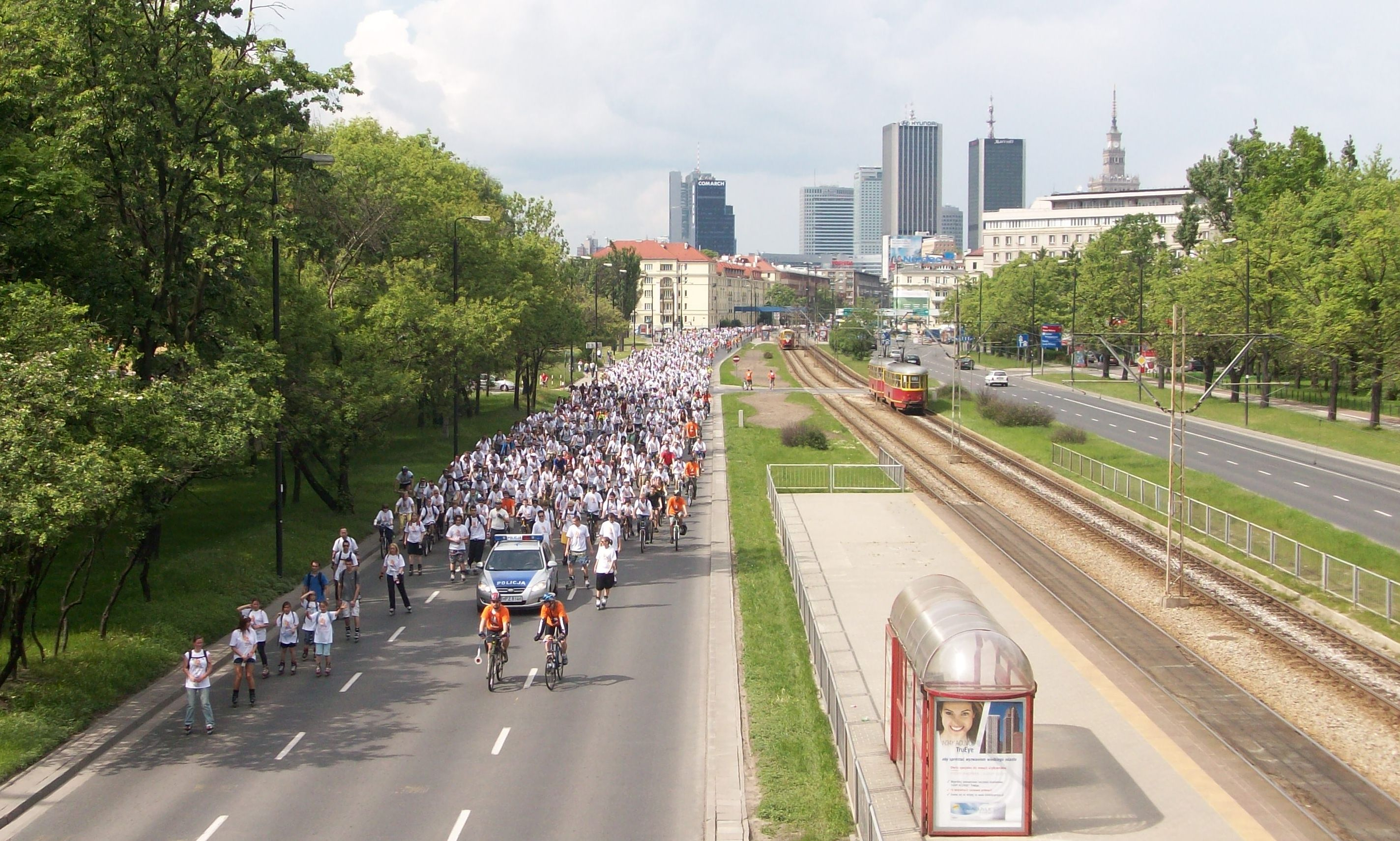
Masa w al. Niepodległości (2010)

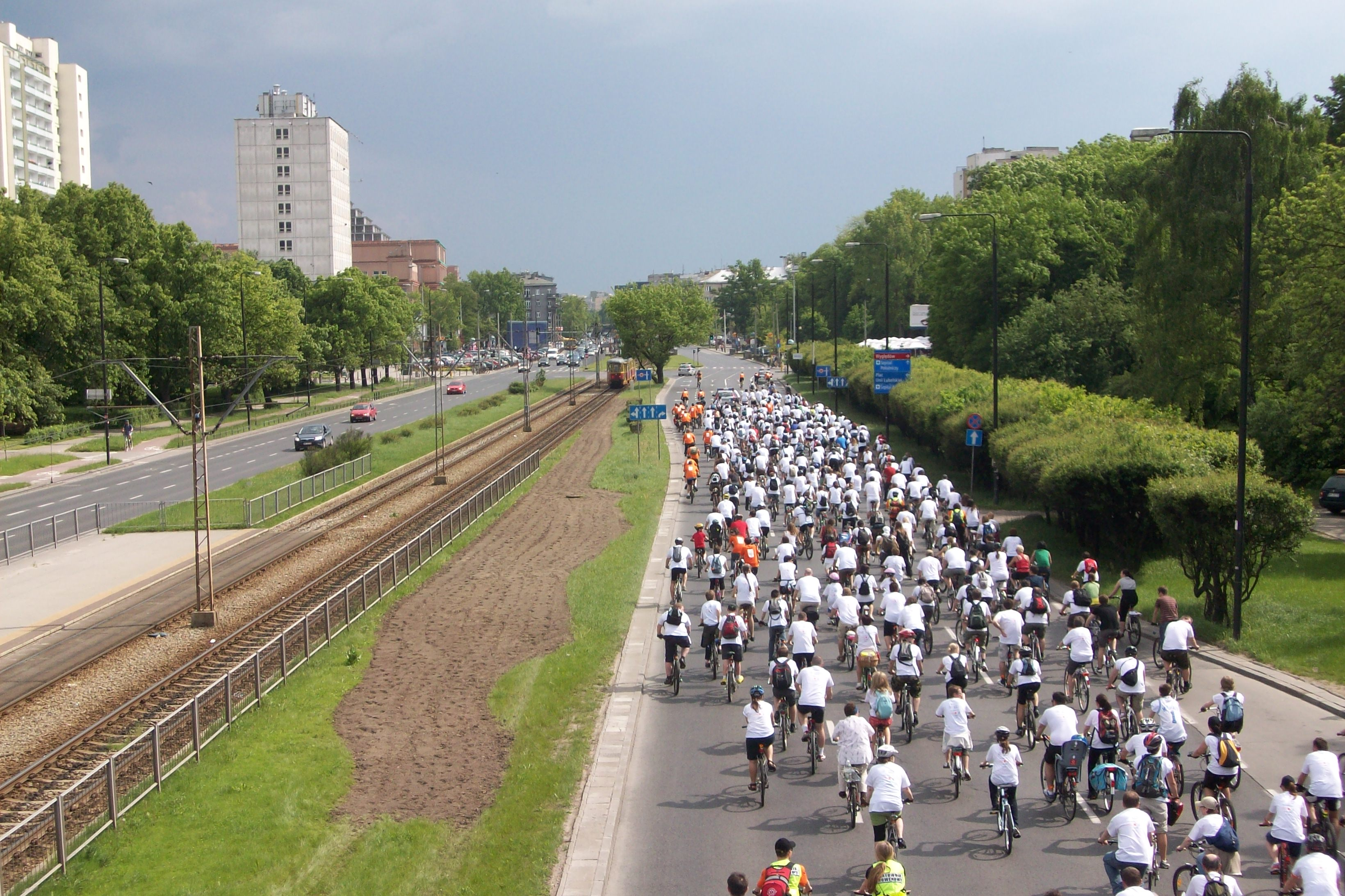
Masa w al. Niepodległości (2010)

### 2006
I Masa na Autyzm odbyła się 3 czerwca 2006. Wzięły w niej udział 1743 osoby. Wysoka frekwencja pozwoliła na uzyskanie 100 000 złotych, które wykorzystano na budowę przedsiębiorstwa zatrudniającego osoby chore na autyzm. Uczestniczący w przejeździe rowerzyści otrzymali pamiątkowe koszulki oraz opaski Rain Mana.

### 2007
II Masa na Autyzm została zorganizowana 2 czerwca 2007. Łącznie wzięło w niej udział 1108 osób. Ponownie uzyskano 100 000 złotych, przekazanych na budowę ośrodka Ośrodka Dom i Praca w Wilczej Górze. Uczestnikom rajdu rozdano pamiątkowe koszulki, a także opaski Rain Mana.

### 2009
III Masa na Autyzm odbyła się 16 maja 2009. Uczestniczyło w niej łącznie 850 osób. Wysokość uzyskanych funduszy wyniosła 70 tysięcy złotych. Wszyscy zarejestrowani uczestnicy otrzymali pamiątkowe koszulki i plakietki z logiem III Masy na Autyzm.

### 2010
IV Masa na Autyzm odbyła się 22 maja 2010 roku. Uczestnicy otrzymali pamiątkowe koszulki i szprychówki. W przejeździe wzięło udział 1161 osób.

### 2011
21 maja 2011 odbyła się V Masa na Autyzm. Wszyscy uczestnicy otrzymali pamiątkowe koszulki i znaczki Fundacji Orange, wspierającej przedsięwzięcie. Patronat nad imprezą objęła prezydent Hanna Gronkiewicz-Waltz.

### 2012
W 2012 roku impreza zaplanowana została na 26 maja. Zmianie uległa nazwa wydarzenia, która otrzymała brzmienie Rajd na Autyzm.

### 2013
Siódmy Rajd na Autyzm odbył się 25 maja 2013 roku w Warszawie. Rajd rozpoczął się jak dotychczas na Polu Mokotowskim. Kolejne etapy rajdu to:
Pomnik Lotnika, Plac Zawiszy, Dworzec Centralny, Aleja Solidarności, Plac Bankowy, Pałac Kultury i Nauki, Plac Konstytucji, Metro Politechnika, Stefana Batorego i powrót na Pole Mokotowskie. Pogoda tym razem niestety nie dopisała. Aura była chłodna i dżdżysta, a uczestników trochę mniej niż w poprzednich latach. Mimo to organizatorzy spisali się na medal. Uczestnicy otrzymali pamiątkowe koszulki i znaczki oraz poczęstunek - napoje i batoniki. Na trasie zapewnione było bezpieczeństwo uczestników, a na koniec odbyło się losowanie nagród.